# 丹·巴特勒
丹尼爾·尤金·巴特勒（英語：Daniel Eugene Butler，1954年12月2日—）是一位美國男演員、導演、電影編劇和電影監製。他知名於在NBC情景喜剧《欢乐一家亲》（1993–2004年）中飾演巴布·“鬥牛犬”·布里斯科、在ABC處境喜劇《胖妞羅珊》（1991–1992年）中飾演亞特（Art）以及為尼克動畫情景喜劇《大頭仔天空》（1997–2004年）和電視電影《大頭仔天空：叢林電影》（2017年）的羅伯特·西蒙斯先生（Mr. Robert Simmons）配音。

## 早年生活和教育
丹尼爾·尤金·巴特勒在1954年12月2日出生於印第安纳州亨廷頓並在韋恩堡長大，是藥劑師安德魯·巴特勒（Andrew Butler）和家庭主婦莎莉·巴特勒（Shirley Butler）的兒子。1975年，他在普渡大學韋恩堡分校學習戲劇時獲得由甘迺迪中心贊助的艾琳·萊恩演藝獎學金。1976年至1978年，他在加州旧金山的美国经典剧目剧团接受訓練。

## 職業生涯
1986年，巴特勒在汉尼拔·莱克特系列電影的首作《1987大懸案》中飾演一名技術員吉米·普萊斯（Jimmy Price）；5年後的1991年，他在續作《沉默的羔羊》中飾演另一個角色羅登（Roden）。他是系列電影中飾演兩個不同角色的兩位演員之一，另一位演員是弗兰基·费森。
1998年，他在動作驚悚片《全民公敌》中飾演美國國家安全局局長謝弗上將（NSA Director Admiral Shaffer）。2007年，他監製並主演偽紀錄片《卡爾我愛你》（英語：Karl Rove, I Love You）（他亦是該片的聯合編劇和聯合導演）。他的其他電影作品包括《愛是生死相許》（1989年）、《矯正法蘭克》（英語：Fixing Frank）（2002年）、《糟糕城市》（2008年）、《天佑鲍比》（2009年）和《熟男型不型》（2011年）等。
巴特勒最知名莫過於1993年至2004年間在NBC情景喜剧《欢乐一家亲》中飾演巴布·“鬥牛犬”·布里斯科，該角色是一名喜怒無常、粗魯和極度大男人主義的“奇妙體育”節目主持人，他在第八季以外的所有季期都出現過；除了擔任演員之外，他還執導第五季的其中一集。
除了影視之外，他還是一位知名的舞台演員。2013年，他在外百老匯作品康納·麥克弗森的《堰》中飾演傑克（Jack）。2017年，他在美國劇目劇團由羅伯·羅斯（Rob Roth）編劇的《沃霍爾卡波特》（英語：WarholCapote）中飾演楚門·柯波帝。2018年，他在百老匯重演湯姆·斯托帕德的《戲謔》中飾演弗拉基米尔·列宁。

## 個人生活
巴特勒在1994年公開以同性戀者的身份出櫃。巴特勒與監製理查·瓦特豪斯（Richard Waterhouse）在2010年9月12日結婚，他們現住在佛蒙特州。

## 作品列表

### 電影
| 年份 | 標題                 | 角色                           | 附註                     |
| ---- | -------------------- | ------------------------------ | ------------------------ |
| 1986 | 《曼哈頓計畫》       | SWAT                           | 以記名                   |
| 1986 | 《1987大懸案》       | 吉米·普萊斯（Jimmy Price）                | 以記名                   |
| 1989 | 《愛是生死相許》     | 華特（Walter）                       |                          |
| 1990 | 《長腳女傭》         | 查理（Charlie）                       |                          |
| 1991 | 《沉默的羔羊》       | 羅登（Roden）                       |                          |
| 1992 | 《脫線遊龍》         | 比爾·柴克瑞（Bill Zachery）                |                          |
| 1993 | 《冒牌總統》         | 記者                           |                          |
| 1993 | 《旭日東昇》         | 肯·舒比克（Ken Shubik）                  |                          |
| 1994 | 《我愛麻煩》         | 威爾遜·切斯（Wilson Chess）                |                          |
| 1996 | 《烈火終結令》       | 蓋瑞蒂（Garrity）                     |                          |
| 1997 | 《銀幕：薰衣草之色》 | 主持人／旁白                   |                          |
| 1998 | 《全民公敌》         | 美國國家安全局局長謝弗上將（NSA Director Admiral Shaffer） |                          |
| 1999 | 《小丑》             | 小丑＃1                        | 短片；未記名             |
| 2002 | 《I.T英雄傳》        | 勞埃德·艾奇遜（Lloyd Acheson）              |                          |
| 2002 | 《矯正法蘭克》       | 亞瑟·阿普西醫生（Dr. Arthur Apsey）            |                          |
| 2002 | 《戰略陰謀2》        | CIA探員詹姆士·艾克斯（CIA Agent James Eckles）       | 非戲院首映               |
| 2004 | 《葛德斯瑪》         | 布魯斯·索貝爾（Bruce Sobel）              | 短片                     |
| 2005 |                      | 怪異男人（Le Creepy Guy）                   | 短片                     |
| 2007 |                      | 喬納森·萊特少校（Maj. Jonathon Wright）            | 短片                     |
| 2008 | 《糟糕城市》         | 吹簫（Blow Job）                       |                          |
| 2009 | 《尊重表演藝術》     | 老師                           | 短片；兼任編劇和執行監製 |
| 2011 | 《熟男型不型》       | 卡爾的老闆（Cal's boss）                 |                          |
| 2012 | 《珍珠》             | 泰德（Ted）                       | 短片；兼任導演和編劇     |
| 2014 | 《我的翻轉人生》     | 寇克派翠克先生（Mr. Kirkpatrick）             |                          |
| 2020 | 《我的一生》         | 亞倫·門德森醫生（Dr. Alan Mendelson）            |                          |
| 2022 | 《金髮夢露》         | I·E·希恩（I.E. Shinn）                   |                          |

#### 製作
| 年份 | 標題             | 職位 | 職位 | 職位 | 職位 | 附註       |
| 年份 | 標題             | 演員 | 導演 | 編劇 | 監製 | 附註       |
| ---- | ---------------- | ---- | ---- | ---- | ---- | ---------- |
| 2007 | 《卡爾我愛你》   | 是   | 聯合 | 聯合 | 是   | 飾演他自己 |
| 2009 | 《尊重表演藝術》 | 是   | 否   | 是   | 執行 | 短片       |
| 2012 | 《珍珠》         | 是   | 是   | 是   | 否   | 短片       |

### 電視
| 年份      | 標題                     | 角色                        | 電視台    | 附註                                              |
| --------- | ------------------------ | --------------------------- | --------- | ------------------------------------------------- |
| 1982      | 《龍鳳妙探》             | 殮房服務員                  | NBC       | 單集：“Your Steele the One for Me”；未記名        |
| 1987      | 《雙足偵探》             | 彼得·索林斯基（Peter Solinski）           | CBS       | 單集：“Blind Trust”                               |
| 1990      | 《怪物》                 | 大衛（David）                    | 廣播聯賣  | 單集：“A New Woman”                               |
| 1990      |                          | 丹尼斯·彼得森（Dennis Peterson）           | 不適用    | 電視電影                                          |
| 1991      | 《茉莉·托德的生活》      | 布萊斯（Blaise）                  | Lifetime  | 單集：“Here's a New Way of Looking at Cappuccino” |
| 1991      | 《時空怪客》             | 傑克·多利克（Jake Dorleac）             | NBC       | 單集：“Southern Comforts”                         |
| 1991      | 《威利醫生的夢魘》       | 史岱文森（Styvesant）                | CBS       | 電視電影                                          |
| 1991–1992 | 《胖妞羅珊》             | 亞特（Art）                    | ABC       | 常設角色；3集                                     |
| 1992      | 《神探可伦坡》           | 古德曼警佐（Sergeant Goodman）              | ABC       | 單集：“Here's a New Way of Looking at Cappuccino” |
| 1992      |                          | 未知角色                    | NBC       | 電視電影                                          |
| 1992      | Frannie's Turn           | 安東尼神父（Father Anthony）              | CBS       | 單集：“Frannie and the Kitchen Sink”              |
| 1993      | 《生活在繼續》           | 艾德（Ed）                    | ABC       | 單集：“Incident on Main”                          |
| 1993      | 《掌權者》               | 華特·史蒂芬斯（Walt Stevens）           | NBC       | 單集：“Bradley Gets Fired”                        |
| 1993      | 《時空怪客》             | 穆塔（Mutta）                    | NBC       | 單集：“Mirror Image”                              |
| 1993      | 《小鎮風雲》             | 喬·亨利（Joe Henley）                 | CBS       | 單集：“Duty Free Rome”                            |
| 1993–2004 | 《欢乐一家亲》           | 巴布·“鬥牛犬”·布里斯科（）  | NBC       | 主要角色；53集                                    |
| 1995      | 《X档案》                | 吉姆·奧斯貝瑞（Jim Ausbury）           | FOX       | 單集：“Die Hand Die Verletzt”                     |
| 1995–1997 | 《歡樂俏女郎》           | 肯尼斯·阿拉伯（Kenneth Arabian）           | NBC       | 2集                                               |
| 1996      | 《頭號刺客》             | 哈維·楊（Harvey Young）                 | NBC       | 電視電影                                          |
| 1997      | 《啊！有怪獸》           | 梅茲摩（Mezmo）                  | 尼克      | 配音；單集：“Watch the Watch/She Likes Me?”       |
| 1997      | 《山丘之王》             | 律師                        | FOX       | 配音；單集：“Jumpin' Crack Bass”                  |
| 1997–2004 | 《大頭仔天空》           | 羅伯特·西蒙斯先生（Mr. Robert Simmons）       | 尼克      | 配音；常設角色；34集                              |
| 1998      | 《特蕾西發生在...》      | 神父                        | HBO       | 單集：“Religion”                                  |
| 1998      | 《星艦奇航記：重返地球》 | 史特思（Steth）                  | UPN       | 單集：“Vis à Vis”                                 |
| 1998      | 《飛向月球》             | 吉恩·克蘭茲                 | HBO       | 迷你劇；2集                                       |
| 1998      | 《其父“奇”女》           | 比爾·史拉頓（Bill Slatton）             | NBC       | 單集：“Eve of Destruction”                        |
| 1998      | 《更多城市故事》         | 愛德華·巴斯·馬西森（Edward Bass Matheson）      | Showtime  | 迷你劇；單集：“Episode #1.2”                      |
| 1998      | 《山丘之王》             | 丹尼爾（Daniel）                  | FOX       | 配音；單集：“Death of a Propane Salesman”         |
| 1998      | 《蘇珊俏佳人》           | 理查醫生（Dr. Richards）                | NBC       | 單集：“War Games”                                 |
| 1999      | 《與天使有約》           | 伊凡·克朗伯格醫生（Dr. Ivar Kroneberger）       | CBS       | 單集：“Anatomy Lesson”                            |
| 1999      | 《火箭動力》             | 鬆弛（Slack）                    | 尼克      | 配音；單集：“Power Girl Surfers/Twisted Cinema”   |
| 1999      | 《娘娘腔小鴨》           | 德瑞克小鴨（Drake Duckling）              | HBO       | 配音；電視電影                                    |
| 1999      | 《艾莉的異想世界》       | 賓達律師（Attorney Bender）                | FOX       | 單集：“Changes”                                   |
| 2002      | 《逝者能言》             | 阿諾·赫默（Arnold Hummer）               | NBC       | 單集：“The Gift of Life”                          |
| 2002      | 《美國夢》               | 安布羅斯教練（Coach Ambros）            | NBC       | 4集                                               |
| 2003      | 《失蹤現場》             | 大衛·威金斯（David Wilkins）             | CBS       | 單集：“The Source”                                |
| 2003      | 《俏紅娘》               | 查克·偉柏（Chuck Webb）               | NBC       | 單集：“Bad Judgment”                              |
| 2004      | 《五胞胎》               | 法蘭西斯·海柏格（Francis Helberg）         | FOX       | 單集：“(Disdainfully) the Helbergs”               |
| 2004      | 《賭城醫生》             | 羅恩·麥克連（Ron McKernan）             | CBS       | 單集：“All In”                                    |
| 2005      | 《左右做人难》           | 諾姆（Norm）                    | FOX       | 單集：“Butterflies”                               |
| 2005      | 《邪恶力量》             | 索任生牧師大人（Reverend Sorenson）          | The WB    | 單集：“Hook Man”                                  |
| 2006      | 《豪斯医生》             | 菲利普·韋伯醫生（Dr. Philip Weber）         | FOX       | 單集：“Distractions”                              |
| 2007      | 《神探阿蒙》             | 戴維斯·史考特醫生（Dr. Davis Scott）       | USA電視台 | 單集：“Mr. Monk Goes to the Hospital”             |
| 2007      | 《愛你到死》             | 保羅（Paul）                    | FOX       | 單集：“Clay Date”                                 |
| 2008      | 《女人幫》               | 麥斯威爾·泰特（Maxwell Tate）           | ABC       | 單集：“Yours, Mine, and Hers”                     |
| 2009      | 《天佑鲍比》             | 惠特塞爾牧師大人（Reverend Whitsell）        | Lifetime  | 電視電影                                          |
| 2010      | 《法網遊龍：犯罪動機》   | 眾議院議員普萊斯（Congressman Price）        | USA電視台 | 單集：“Lost Children of the Blood”                |
| 2014      | 《蘿拉的秘密》           | 卡爾文·戈德（Calvin Gold）             | NBC       | 單集：“The Mystery of the Sex Scandal”            |
| 2015      | 《盲點》                 | 保羅·博爾頓（Paul Bolton）             | NBC       | 單集：“Sent On Tour”                              |
| 2016      | 《警察世家》             | SBS主席藍迪·格蘭特（SBS President Randy Grant）      | CBS       | 單集：“Blast from the Past”                       |
| 2016      | 《竊盜警長》             | 參議院議員米徹姆（Senator Mitchum）        | Cinemax   | 2集                                               |
| 2017      | 《怪媽闖蕩記》           | 喬（）                      | Bravo     | 單集：“M.F.A. in B.S.”                            |
| 2017      | 《迷霧》                 | 羅曼諾夫神父（Father Romanov）            | Spike     | 常設角色；6集                                     |
| 2017      | 《大頭仔天空：叢林電影》 | 羅伯特·西蒙斯先生（Mr. Robert Simmons）       | 尼克      | 配音；電視電影                                    |
| 2018      | 《基本演绎法》           | 丹尼·馬爾格魯（Denny Mulgrew）           | CBS       | 單集：“Whatever Remains, However Improbable”      |
| 2019      | 《城市故事》             | 未知角色                    | Netflix   | 單集：“The Price of Oil”                          |
| 2023      | 《諜海黑名單》           | 司法部長卡爾·斯特龍柏格（Attorney General Karl Stromberg） | NBC       | 單集：“Arthur Hudson”                             |

#### 製作
| 年份 | 標題           | 職位 | 職位 | 附註                          |
| 年份 | 標題           | 演員 | 導演 | 附註                          |
| ---- | -------------- | ---- | ---- | ----------------------------- |
| 1998 | 《欢乐一家亲》 | 是   | 是   | 單集：“Frasier Gotta Have It” |

## 獲獎和提名
| 年份 | 獎項           | 類別                   | 提名作品       | 結果 | 附註                   | 來源   |
| ---- | -------------- | ---------------------- | -------------- | ---- | ---------------------- | ------ |
| 1996 | 美國演員工會獎 | 喜劇類影集最佳整體演出 | 《欢乐一家亲》 | 提名 | 與劇中其他演員共獲提名 | [ 10 ] |
| 1997 | 美國演員工會獎 | 喜劇類影集最佳整體演出 | 《歡樂一家親》 | 提名 | 與劇中其他演員共獲提名 | [ 11 ] |
| 1998 | 美國演員工會獎 | 喜劇類影集最佳整體演出 | 《歡樂一家親》 | 提名 | 與劇中其他演員共獲提名 | [ 12 ] |

## 外部連結
- 丹·巴特勒在互联网电影资料库（IMDb）上的資料（英文）